# Mainz Athletics
Der Baseball- und Softball-Club Mainz Athletics 1988 e. V. ist ein deutscher Baseball- und Softball-Verein aus Mainz. Mit mehreren hundert Mitgliedern zählen die A’s zu den größten Baseballvereinen Deutschlands.

## Geschichte
Die Wurzeln des BSC Mainz Athletics liegen in der „German-American League“. 1988 beschlossen die deutschen Spieler der Mainz Rangers, einen eigenen Verein zu gründen, um im Folgejahr in der Landesliga Hessen anzutreten.
Der Mannschaft gelang als BC Mainz/Wiesbaden Athletics der Durchmarsch von der Landesliga über die Verbandsliga Hessen in die 2. Bundesliga Mitte. Es folgte der Anschluss an den Baseballverband Rheinland-Pfalz BVR, dem heutigen Südwestdeutschen Baseball- und Softballverband SWBSV. Als Mainz Athletics nahm man 1991 an der Qualifikation zur 1. Bundesliga Süd erfolgreich teil und gehört seit 1992 ununterbrochen dem Baseball-Oberhaus an. Trotz der seit 1993 unterbrechungslosen Teilnahme an den Playoffs um die Deutsche Meisterschaft konnten die Athletics das Finale erstmals 2007 erreichen. Infolgedessen wurden sie auch zur Mannschaft des Jahres von Rheinland-Pfalz 2007 gewählt. Im Jahr 2010 wurden die Play-offs der 1. Baseball-Bundesliga das erste Mal in der Vereinsgeschichte verpasst.

### 2007
Die Saison 2007 war der bisherige Höhepunkt in der Geschichte der A's. Dabei sah es kurz vor Ende der Hinrunde alles andere als rosig aus, nach der Heimniederlage gegen den Aufsteiger Haar Disciples am 12. Mai 2007 fand man sich mit einem ausgeglichenen Sieg-Niederlagen-Verhältnis (6:6) nur auf Platz vier der Tabelle wieder und musste, nach 14 Jahren in Folge, sogar um den Einzug in die Playoffs bangen.
Der Knoten platzte am letzten Rückrundenspieltag in Saarlouis. Die Athletics drehten in den letzten Spielabschnitten einen 12:5-Rückstand noch in einen 13:12-Sieg und gaben in der Folge nur noch drei Spiele verloren – eines gegen die Mannheim Tornados und zwei gegen die Regensburg Legionäre. Regensburg sicherte sich damit die Südmeisterschaft, Mainz katapultierte sich mit dieser Aufholjagd (Sieg-Niederlagen-Verhältnis 13:3) mit 19 Siegen bei 9 Niederlagen auf den zweiten Platz in der 1. Bundesliga Süd.
In der Viertelfinalserie traf man, wie schon in den beiden Jahren zuvor, auf die Bonn Capitals. Nach einem Split in Bonn (4:2, 1:13) deklassierte man den Nord-Dritten auf heimischem Boden mit 21:2 und profitierte im vierten Spiel von der missglückten Taktik des Bonner Trainers Mathias Winterrath, Pitcher für ein mögliches fünftes Spiel zu schonen, um mit einem 13:10-Sieg die Serie am Ende mit 3:1 für sich zu entscheiden und ins Halbfinale einzuziehen.
Mit den Solingen Alligators wartete dort nicht nur der amtierende Meister, der zuvor die Mannheim Tornados ebenfalls mit 3:1 aus dem Rennen warf, sondern auch der Mainzer Ex-Trainer Zeke Mitchem. Doch mit 7:0 im ersten und einem überraschenden 3:2 im zweiten Spiel nahm man dem Titelverteidiger auf heimischem Boden beide Spiele ab, benötigte folglich nur noch einen Sieg in Solingen, um den ersten Finaleinzug der Vereinsgeschichte perfekt zu machen. Die erste Partie am Weyersberg ging zwar mit 13:3 an die Gastgeber, ein 3:0 in Spiel 4 sicherte aber den bis dato größten Erfolg für die Athletics.
Im Finale wartete kein Geringerer als die Regensburg Legionäre, die Heidenheim mit 3:1 Siegen bezwangen, also jene Mannschaft, gegen welche die Mainz Athletics in der regulären Saison kein Spiel gewinnen konnten. Auch in den ersten beiden Finalspielen sollte diese Serie Bestand haben, einem klaren 10:0 im ersten Spiel folgte eine 6:5-Niederlage in Spiel 2, wobei die Athletics in dieser Partie eine Führung nicht über die Zeit retten konnten.
Regensburg war nur noch einen Sieg vom Titel entfernt und gab sich aufgrund des bisherigen Saisonverlaufs entsprechend siegessicher, zumal noch keine Mannschaft jemals einen solchen Rückstand noch drehen konnte. Und die Athletics zeigten Nerven. Manuel Möller hatte als Starting Pitcher die Legionäre dominiert, doch als er mit einer 9:1-Führung vom Feld ging und das letzte Inning in die Hände seiner Relief Pitcher legte, nahm das Unheil seinen Lauf. Nils Hartkopf fand ebenso wenig wie Florian Arnold in sein Spiel, erst Youngster Max Boldt konnte die Walk-Aufholjagd der Regensburger stoppen – da stand es aber bereits 9:9. Schließlich war es Flavio Rinaldi, der Boldt in der Verlängerung zum 10:9-Siegpunkt nach Hause schlug, eine 3:0-Schlappe abwandte und die Athletics weiter im Rennen um die Meisterschaft hielt. Dieses Spiel ging darüber hinaus als erste live im Internet übertragene Bundesliga-Begegnung in die Geschichte des deutschen Baseballs ein, wofür sich stadeo.tv verantwortlich zeigte.
Mit einem nie gefährdeten 3:1-Sieg in Spiel 4 am Folgetag erzwang Mainz die entscheidende Partie am Tag der Deutschen Einheit. Der zum MVP der Finalserie und der Saison gekürte Manuel Möller führte sein über die ganze Partie dominierendes Team schließlich zu einem 6:3-Sieg und holte nach unzähligen Titeln im Nachwuchsbereich den Deutschen Meistertitel in der Baseball-Bundesliga erstmals in der Vereinsgeschichte an den Rhein.

### Jugendbereich
Die A’s gehören zu den Top-Adressen im deutschen Baseballsport, als Belohnung wurden einige wichtige Veranstaltungen auf der Sandflora ausgetragen: Deutsche Schüler-Meisterschaften, mehrmals das Bundesliga-All-Star-Game sowie 1999 die Europameisterschaft der Junioren.
Im Bereich des SWBSV sind die A’s Jugendteams seit Jahren Meister der jeweiligen Klassen.

### Deutsche Meisterschaften der Jugend

#### Junioren
1996 / 1997 / 2000 / 2001 / 2002 / 2009
Vize:
1994 / 1998 / 1999 / 2006

#### Jugend
1996 / 2003 / 2009 / 2016
Vize:
1992 / 1998 / 1999

#### Schüler
1993 / 1994 / 1995 / 1996 / 1999 / 2002
Vize:
2000 / 2016

### Platzierungen
| Jahr | Platz BL Süd | Postseason |
| ---- | ------------ | --- |
| 2019 | 1. Platz     | - Viertelfinale vs. Dohren Wild Farmers 3-0 - Halbfinale vs. Heidenheim Heideköpfe 0-3                                          |
| 2018 | 4. Platz     | - Platz 3 in der Zwischenrunde                                                                                                  |
| 2017 | 2. Platz     | - Viertelfinale vs. Dohren Wild Farmers 3-0 - Halbfinale vs. Heidenheim Heideköpfe 2-3                                          |
| 2016 | 1. Platz     | - Viertelfinale vs. Paderborn Untouchables 3-1 - Halbfinale vs. Heidenheim Heideköpfe 3-2 - Finale vs. Regensburg Legionäre 3-1 |
| 2015 | 4. Platz     | - Viertelfinale vs. Bonn Capitals 2-3                                                                                           |
| 2014 | 5. Platz     | - Playdowns 3-0 (vs. Bad Homburg)                                                                                               |
| 2013 | 3. Platz     | - Viertelfinale vs. Bonn Capitals 2-3                                                                                           |
| 2012 | 3. Platz     | - Viertelfinale vs. Solingen Alligators 0-3                                                                                     |
| 2011 | 4. Platz     | - Viertelfinale vs. Solingen Alligators 1-3                                                                                     |
| 2010 | 5. Platz     | - Playdowns 9-3 |
| 2009 | 4. Platz     | - Viertelfinale vs. Solingen Alligators 0-3                                                                                     |
| 2008 | 4. Platz     | - Viertelfinale vs. Solingen Alligators 1-3                                                                                     |
| 2007 | 2. Platz     | - Viertelfinale vs. Bonn Capitals 3-1 - Halbfinale vs. Solingen Alligators 3-1 - Finale vs. Regensburg Legionäre 3-2            |
| 2006 | 3. Platz     | - Viertelfinale vs. Bonn Capitals 3-1 - Halbfinale vs. Regensburg Legionäre 0-3                                                 |
| 2005 | 2. Platz     | - Viertelfinale vs. Bonn Capitals 3-1 - Halbfinale vs. Paderborn Untouchables 0-3                                               |
| 2004 | 1. Platz     | - Viertelfinale vs. Köln Cardinals 3-1 - Halbfinale vs. Fürth Pirates 1-3                                                       |
| 2003 | 4. Platz     | - Viertelfinale vs. Paderborn Untouchables 0-3                                                                                  |
| 2002 | 2. Platz     | - Viertelfinale vs. Cologne Cardinals 3-1 - Halbfinale vs. Paderborn Untouchables 0-3                                           |
| 2001 | 2. Platz     | - Halbfinale vs. Köln Dodgers 0-2                                                                                               |
| 2000 | 1. Platz     | - Halbfinale vs. Lokstedt Stealers 0-2                                                                                          |
| 1999 | 1. Platz     | - Halbfinale vs. Bonn Capitals 1-2                                                                                              |
| 1998 | 2. Platz     | - Halbfinale vs. Köln Dodgers 0-2                                                                                               |
| 1997 | 3. Platz     | - Viertelfinale vs. Paderborn Untouchables 0-3                                                                                  |
| 1996 | 4. Platz     | - Viertelfinale vs. Lokstedt Stealers 1-2                                                                                       |
| 1995 | 2. Platz     | - Viertelfinale vs. St. Pauli Knights 2-0 - Halbfinale vs. Lokstedt Stealer 0-2                                                 |
| 1994 | 2. Platz     | - Viertelfinale vs. Köln Cardinals 2-0 - Halbfinale vs. Lokstedt Stealers 1-2                                                   |
| 1993 | 3. Platz     | - Viertelfinale vs. Köln Cardinals 0-2                                                                                          |
| 1992 | 3. Platz     | - keine Teilnahme |

### Auszeichnungen für Spieler der A's

#### 2004
- Best Pitcher der Liga Süd: Manuel Möller
- MVP: Ryan Balan

#### 2005
- Best Pitcher der Liga Süd: Ryan Balan
- MVP: Ryan Balan

#### 2006
- Best Pitcher der Liga Süd: Manuel Möller

- Nationalspieler: Manuel Möller, Sascha Lutz, J. Rodriguez

#### 2007
- MVP: Manuel Möller
- Best Pitcher der Finalserie: Keigo Miyagi
- MVP der Finalserie: Manuel Möller

- Nationalspieler EM 2007: Sascha Lutz, Manuel Möller (u. a. No-Hitter gegen Österreich / nur Walk gegen Leadoff)
- Nationalspieler WM 2007: Sascha Lutz, Nils Hartkopf

#### 2016
- Best Pitcher der Finalserie: Jan-Niclas Stöcklin
- Best Batter der Finalserie: Thomas de Wolf
- MVP der Finalserie: Max Boldt

- Nationalspieler EM 2016: Tim Stahlmann, Jan-Niclas Stöcklin, Max Boldt, Kevin Kotowski

### Erfolge
Deutscher Meister 2007, 2016
DBV-Pokal-Sieger 1993
Ebenso wie die Softball-Mannschaft gewannen die A’s mehrfach den Pokal des Südwestverbandes. Hinzu kommen etliche Deutsche Meisterschaften der Nachwuchsmannschaften.

### Retired Numbers
- 18 Toni Ciminiera
- 26 Marc Wiedmaier
- 28 Mike Larson
- 34 Manuel Möller
- 66 Stephan Kaus

## Roster

### Spieler der A's
| 3  | Tim Stahlmann     | Germany |
| 5  | Nick Mosier       | USA     |
| 6  | Ben Briggs        | Germany |
| 7  | Kevin Schnorbach  | Germany |
| 9  | Luis Otto         | Germany |
| 10 | Timothy Kotowski  | Germany |
| 13 | Scott Bellina     | USA     |
| 14 | Reilly Sullivan   | Germany |
| 20 | Yannic Wildenhain | Germany |
| 24 | Tomlin Müller     | Germany |

| 4  | Felix Thierolf    | Germany |
| 27 | Cesar Carballossa | Germany |
| 33 | Peter Saldana     | USA     |

| 1  | Lennard Stöcklin   | Germany     |
| 2  | Kenny Fermin Giere | Germany     |
| 15 | Lukas Negrich      | USA         |
| 17 | Martin Kipphan     | Germany     |
| 22 | Nici Weichert      | Germany     |
| 25 | Gianni Frolijk     | Netherlands |
| 29 | Maurice Boukadida  | Germany     |

| 8  | Kevin Kotowski    | Germany |
| 11 | Peter Johannessen | Sweden  |
| 31 | Caelan Sullivan   | Germany |
| 45 | Carl Feldmann     | Germany |

| 16 | Will Kilgore | USA |

### Coaches
- Headcoach: Will Kilgore
- Manager: N. N.

### Weitere Mannschaften
Neben der Bundesligamannschaft stellen die A’s drei Baseballteams in der 2. Bundesliga Süd, der Regional- und der Verbandsliga. Die Damen-Softballteams spielen in der Verbands-, der Landes- sowie der Juniorinnenliga. Darüber hinaus unterhält der Verein zwei Freizeitteams, die AAA’s (Fastpitch-Softball) und das Fan Team (Slowpitch-Softball) in der Rhein-Main-Liga sowie mit Junioren, Jugend und Schülern Teams in allen Nachwuchswettbewerben des Südwestdeutschen Baseball- und Softballverbandes (SWBSV).

## Ballpark

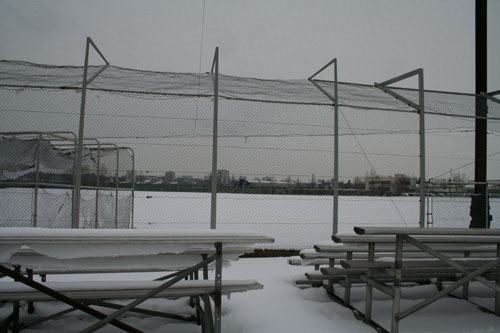
Eher ungewöhnlich: Schneebedeckte Sandflora

Die Heimspiele der Mainz Athletics wurden bis 2010 an der Sandflora im Grenzgebiet der Mainzer Stadtteile Mainz-Mombach und Mainz-Gonsenheim ausgetragen. Der Platz war zuvor Teil der US-amerikanischen Militäreinrichtung Lee Barracks. An der Sandflora besaßen die A’s einen Baseball- und einen Softballplatz. Da die Plätze sich überlappen, konnten nicht beide gleichzeitig bespielt werden.
Da der Platz mitten in einem Wohngebiet lag, und es während Spielen dort sehr laut wurde, mussten die A´s ihren Platz räumen. Deshalb plante der Verein, ab 2007 am Hartmühlenweg (rund 500 Meter östlich der derzeitigen Anlage) einen neuen Ballpark zu errichten.
Nach einer langen Planungs- und Bauphase konnte dieses Projekt im Jahr 2011 abgeschlossen werden. Am 28. Mai 2011 spielten die Mainz Athletics das erste Heimspiel im fertiggestellten neuen Ballpark gegen die Heidenheim Heideköpfe. Das erste Nightgame (Flutlichtspiel) fand am 3. Juni 2011 gegen die Bad Homburg Hornets statt.
Die neue Anlage bietet erweiterte Trainings- und Spielmöglichkeiten: Baseballfeld und Softballfeld sind jetzt getrennt und können parallel bespielt werden. Außerdem steht ein Baseball-Traingsfeld sowie eine Halle für das Schlagtraining zur Verfügung. Durch das nun vorhandene Flutlicht können auch abends Spiele stattfinden. Im Vereinsheim ist nun ein professionelles Catering möglich, es stehen auch Umkleide, Duschen und Lagermöglichkeiten zur Verfügung.
An der Sandflora wurde bereits mehrfach das All-Star-Game der Baseball-Bundesliga ausgetragen, ebenso ein Europapokal-Turnier und 1999 die Junioren-Europameisterschaft und 2002 das erste All-Star-Game im Softball.